# Fars lille påg
Fars lille påg är en tysk fars av Franz Arnold och Ernst Bach, originaltitel: Hurra, ein Junge. Den hade premiär 22 december 1926 i Berlin.

## Handling
Handlingen är förlagd till 1920-talet där professor Palm på sitt sommarställe på sin ettåriga bröllopsdag får beskedet att han har en son. Pojken aviserar att han ska komma till professorns sommarställe men professorn gör allt för att motsätta sig sonens planer. Professorn och hans kompis advokat Wilhelm Welling tar hjälp av författaren till boken "Skamliga lidelser", Archibald Mornington, och i det namnet åker till sonen. Problemet är att sonen kommer till sommarstället och får spela olika variationer av Mornington. Dock vet de inte att den riktiga Mornington är professorns fru Emelies bästa kompis Hilma Bengtssons författarpseudonym.

## Svenska uppsättningar
Nils Poppe och Arne Wahlberg översatte och bearbetade pjäsen till Fars lille påg som gavs på Fredriksdalsteatern i Helsingborg sommaren 1975. På hösten 1975 gästade Poppe Lisebergsteatern i Göteborg med "pågen" och våren 1976 Maximteatern i Stockholm. Sommaren 1985 spelade Poppe samma pjäs på Fredriksdalsteatern igen, föreställningen finns utgiven på DVD.
När Eva Rydberg tog över Fredriksdalsteatern bearbetades pjäsen och spelades ytterligare en gång - då med namnet Fars lilla tös. Pjäsen har även spelats under namnet "Hurra en pojke", "Flaggan i topp", "Du får pojken" och" Hurra! min pôjk".
Medverkande vid Fredriksdalsteaterns föreställning 1985:
- Nils Poppe - Amandus Propp
- Bo Lindström - Nils Jönsson
- Brita Billsten - Matilda Jönsson
- Gunilla Poppe - Emelie, Jönssons dotter
- Olof Lundström Orloff - Waldemar Palm, Professor, Emelies man
- Ann-Charlotte Björling - Hilma Bengtsson, författare & Emelies bästa kompis
- Anders Sundquist - Wilhelm Welling, advokat
- Agneta Lindén - Katrin, hembiträde
- Anna Maria "Mia" Poppe - ängeln, Amandus syster